# Radio Silence Productions
Radio Silence Productions är ett amerikanskt produktionsbolag inom film och TV, som grundades av Matt Bettinelli-Olpin, Tyler Gillett, Justin Martinez och Chad Villella, under år 2011. Gruppen har gjort sig känd för att ligga bakom skräckfilmerna Ready or Not, Scream (2022) och Scream VI. De har tidigare arbetat tillsammans under namnet Chad, Matt & Rob.

## Filmografi (i urval)
- 2012 – V/H/S
- 2014 – Devil's Due
- 2015 – Southbound
- 2019 – Ready or Not
- 2021 – V/H/S/94
- 2022 – Scream (2022)
- 2022 – V/H/S/99
- 2023 – Scream VI
- 2023 – V/H/S/85
- 2024 – Abigail
- 2025 – Fountain of Youth